# Аукштлаукіс
Аукштлаукіс (Aukštlaukys) — село у Литві, Каунаський повіт, Расейняйський район, Аріогальське староство, розташоване за 7 км від Ілґіжяя III. 2001 року в Аукштлайкісі проживало 7 осіб, 2011-го — також 7.